# Auguste Hellemans
Auguste Hellemans (Kapelle-op-den-Bos, 21 giugno 1907 – Berchem-Sainte-Agathe, 4 maggio 1992) è stato un calciatore e allenatore di calcio belga.

## Carriera

### Giocatore
In carriera, Hellemans giocò per il Mechelen e il RAA Louviéroise; col Mechelen ha segnato 16 reti in 291 partite nella prima divisione belga.
Con la Nazionale belga disputò l'Olimpiade 1928 e i Mondiali del 1930 e del 1934.

### Allenatore
Dopo aver chiuso la carriera come calciatore, Hellemans fu allenatore in varie occasioni del Patro Eisden Maasmechelen.

## Palmarès

### Giocatore
- Campionato belga di seconda divisione: 1

Mechelen: 1927-1928